# Gutschönlind
Gutschönlind ist ein Gemeindeteil der Stadt Schönwald im Landkreis Wunsiedel im Fichtelgebirge (Oberfranken, Bayern).
Der Weiler liegt gut zwei Kilometer südwestlich des Schönwalder Ortskerns und an der Kreisstraße WUN 15, auf deren gegenüberliegenden Seite sich die Einöden Bernsteinmühle und Lenker befinden. Der Bernsteinbach fließt an der Siedlung vorbei.
Es handelt sich um den Rest eines Dorfes, das 1392 als „Schönlind bei pronn“ bezeichnet wurde. Im Jahre 1818 wurde Gutschönlind nach Vielitz eingemeindet.